# Kolegiata św. Bartłomieja w Opocznie

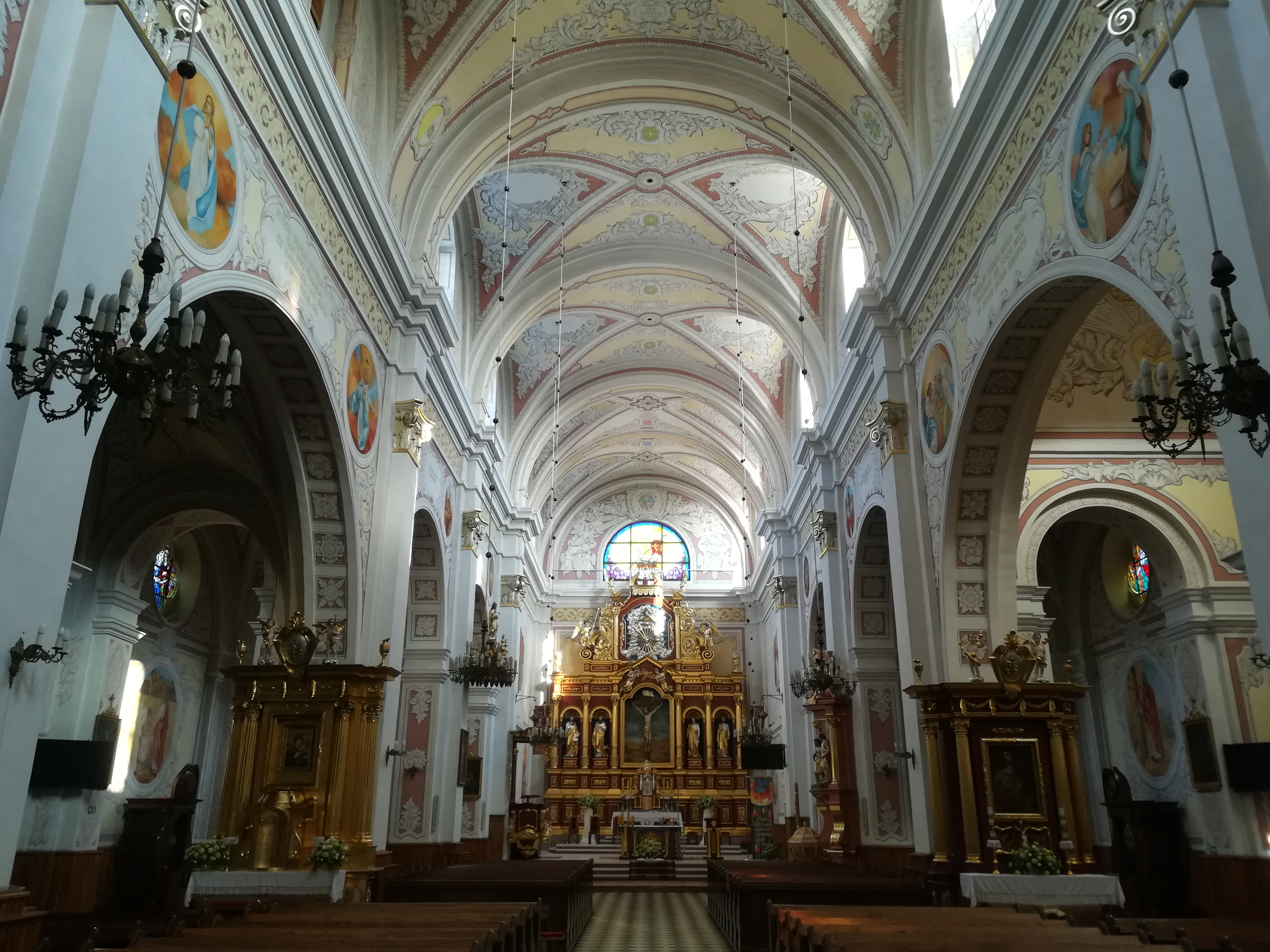
Wnętrze z ołtarzem

Kolegiata św. Bartłomieja w Opocznie – rzymskokatolicki kościół parafialny należący do dekanatu opoczyńskiego diecezji radomskiej.

## Historia
Pierwszy kościół został zbudowany około 1365 roku z fundacji Kazimierza Wielkiego w stylu gotyckim. Kościół ten został zrujnowany w czasie Potopu szwedzkiego w 1655 roku. W 1812 roku podczas wojen napoleońskich pełnił rolę szpitala wojskowego. W 1826 r. geodeta rządowy W. Jarecki stwierdził, że kościół św. Bartłomieja jest w złym stanie i nie posiada już sklepienia. W 1850 r. rozpoczęto odbudowę świątyni według projektu Henryka Marconiego i wtedy też zbudowano m.in. gwiaździste sklepienie w obecnej kaplicy Matki Bożej (dawnym prezbiterium). W 1888 r. polichromia kościoła odnowiona została przez Stanisława Wyspiańskiego, który uczestniczył w wyjeździe krakowskich historyków sztuki pod nadzorem prof. Władysława Łuszczkiewicza (polichromia została zamalowana w 1954 roku).  
W związku z tym, że średniowieczny kościół był zbyt mały dla coraz liczniejszej parafii, w 1932 roku podjęto decyzję o jego rozbiórce i budowie nowej świątyni, przy czym postanowiono zachować zakrystię i gotyckie prezbiterium, które przeznaczono na kaplicę Matki Boskiej. Budowę nowego kościoła wg projektu arch. Jerzego Struszkiewicza z Krakowa rozpoczęto w 1934 roku, jednak przerwała ją II wojna światowa, w związku z czym kościół konsekrowano w 1949 roku. 
11 kwietnia 2011 na frontonie kolegiaty odsłonięto tablicę pamiątkową poświęconą ofiarom katastrofy polskiego Tu-154 w Smoleńsku. 
Siedziba Opoczyńskiej Kapituły Kolegiackiej.

## Architektura
Z kościoła zbudowanego w stylu gotyckim zachowało się dawne dwuprzęsłowe prezbiterium. Pełni ono obecnie rolę bocznej kaplicy Matki Bożej. Prezbiterium było zamknięte wielobocznie ze skarpami. Nakryte jest dachem dwuspadowym  z barokową sygnaturką.
W 1934 roku rozpoczęto budować nowy kościół w stylu neobarokowym. Kościół posiada trzy nawy i jest licowany kamieniem, co jest nietypowe dla Polski. W 1960-1962 r. z okazji 1000-lecia państwa polskiego wewnętrzne ściany kościoła ozdobiły freski wykonane przez Stefana Macieja Makarewicza.

## Wnętrze kościoła
- chrzcielnica gotycka z XV wieku z herbami Rola, Nałęcz, Orzeł, Jastrzębiec, Leliwa, Odrowąż, Poraj, Łabędź
- nagrobek renesansowy rycerza Adama Śmigielskiego z Bnina herbu Ogończyk z 1616 r.
- nagrobek renesansowy chorążego rawskiego Piotra Załuskiego z 1630 r.
- nagrobek Jerzego Karwickiego i Anny z Podlodowskich z 1623 roku
- stalle renesansowe z końca XVI wieku
- tablica poświęcona Helenie z Błońskich Karwickiej (zm. 1829 r.)
- tablica poświęcona Sabinowi Sierawskiemu (zm. 1841 r.)
- tablica z marmuru ufundowana w stuletnią rocznicę zgonu Jana Kilińskiego 28 stycznia 1919 r.

W świątyni znajdują się ikony pochodzące ze zburzonej w 1929 cerkwi św. Włodzimierza.

## Plebania
Pierwotny budynek plebanii wzniesiony został w 1622 r. przy murze cmentarza parafialnego i przypuszczalnie w 1655 r. przebywał w nim szwedzki feldmarszałek Arvid Wittenberg. Na parterze zachowały się pomieszczenia sklepione kolebkowo z lunetami. Nad wejściem do plebanii wmurowana jest kamienna płyta pochodząca z połowy XVII wieku ozdobiona kartuszami z herbami Dębno i Lewart, Królestwa Polskiego i rodu Wazów "snopek". Pośrodku znajduje się tablica żeliwna z napisem informującym o fundacji plebanii przez opoczyńskiego proboszcza Jana Alberta Liwskiego.

## Dzwonnica
Zbudowana w 1 połowie XIX w.na planie kwadratu.